# Osmanpaşa, Yozgat
Osmanpaşa là một thị trấn thuộc thành phố Yozgat, tỉnh Yozgat, Thổ Nhĩ Kỳ. Dân số thời điểm năm 2010 là 703 người.